# Wildplukken

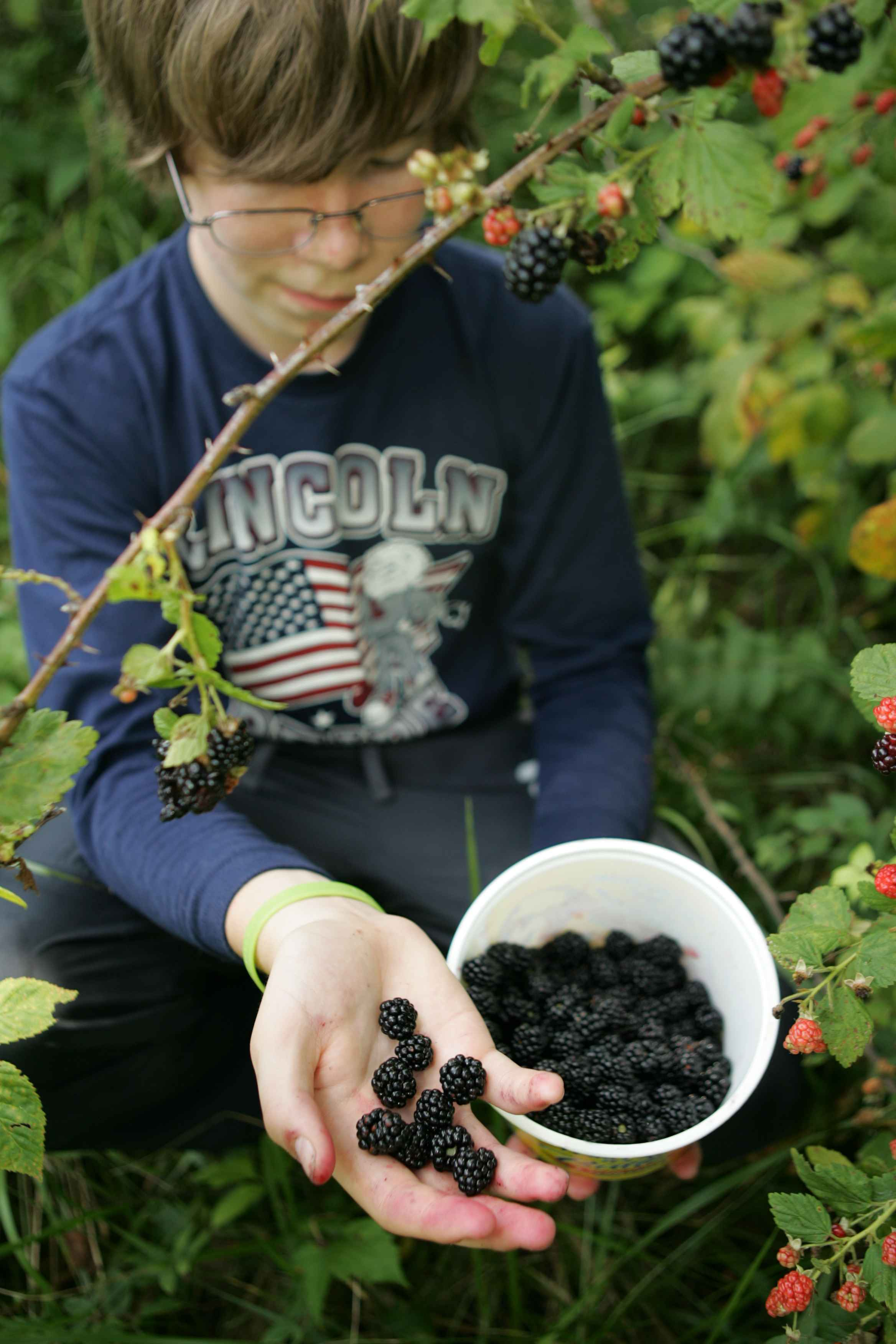
Bramen plukken

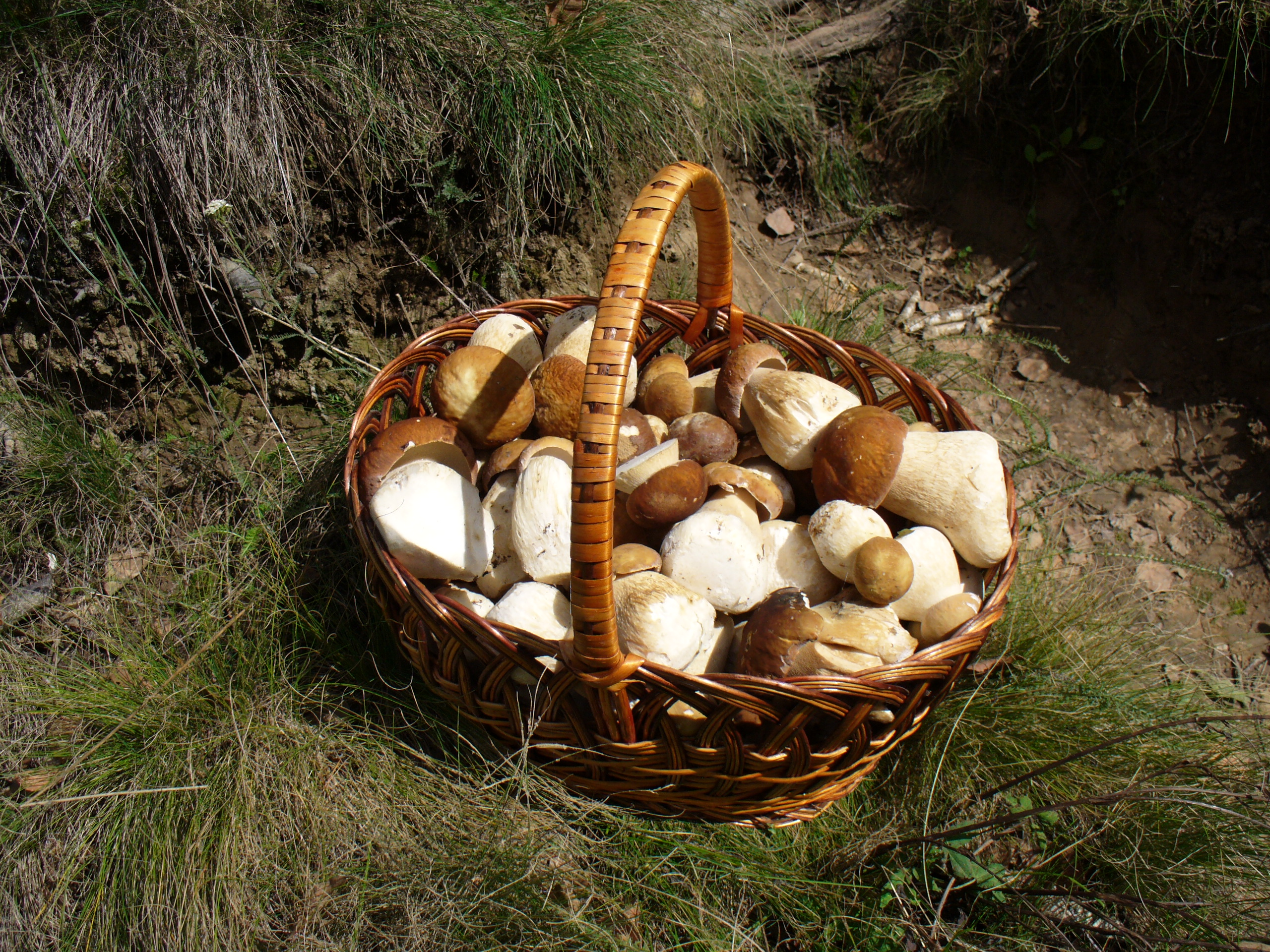
Een verzameling paddenstoelen

Wildplukken is het in de natuur verzamelen van paddenstoelen of plantendelen zoals bessen, noten en bloemen. Veelal gebeurt dit voor eigen consumptie.
Voor het verzamelen van eetbare planten en paddenstoelen is een goede kennis nodig, vooral om vergissingen met giftige soorten uit te sluiten. Deze activiteiten werden al in de prehistorie gedaan door jager-verzamelaars. In de West-Europa gebeurt dit nog weinig. In sommige gebieden gebeurt het nog wel op ruime schaal, zo is in Midden- en Oost-Europa paddenstoelen plukken populair gebleven.
Het is vaak niet toegestaan op andermans grond wild te plukken zonder toestemming van de grondeigenaar of -pachter.
In Nederland mag men officieel niet zomaar wildplukken echter staat Staatsbosbeheer het op kleine schaal toe. Dit moet dan wel voor eigen gebruik zijn. De hoeveelheid die je mag plukken is tot 250 gram. Neem je meer mee dan wordt dit gezien als diefstal en kun je dus een boete krijgen.

Het plukken van paddenstoelen is gewoonlijk niet slecht voor de populaties. 
Aangezien biotoopverstoring, b.v . door bemesting of ontwatering, en het verdwijnen van groeiplaatsen, b.v. door bebouwing, meer bijdragen aan de achteruitgang van de paddestoelenflora dan plukken (waarvan de schade uitsluitend visueel is) zijn plukverboden niet zinvol en zeker niet afdoende om een verdere achteruitgang van de paddestoelenflora te voorkomen.— 1981, Anna Elisabeth Jansen